# Équipe de Palestine féminine de football
Cet article traite de l'équipe féminine. Pour l'équipe masculine, voir Équipe de Palestine de football.
Maillots
L'équipe de Palestine féminine de football est l'équipe nationale qui représente la Palestine dans les compétitions internationales de football féminin. Elle est gérée par la Fédération de Palestine de football.
La Palestine joue son premier match officiel le 23 septembre 2005 contre la Jordanie, pour une défaite sur le score de 9 à 0. 
Les Palestiniennes n'ont jamais participé à une phase finale de compétition majeure de football féminin, que ce soit la Coupe d'Asie, la Coupe du monde ou les Jeux olympiques.
Au niveau régional, le meilleur résultat des Palestiniennes en Championnat d'Asie de l'Ouest féminin de football est une deuxième place obtenue en 2014. Elles se classent quatrièmes de cette compétition en 2022.

## Classement FIFA
| Année              | 2009 | 2010 | 2011 | 2012 | 2013 | 2014 | 2015 | 2016 | 2017 | 2018 | 2019 | 2020        | 2021 | 2022 | 2023 | 2024 |
| ------------------ | ---- | ---- | ---- | ---- | ---- | ---- | ---- | ---- | ---- | ---- | ---- | ----------- | ---- | ---- | ---- | ---- |
| Classement mondial | 92   | 99   | 99   | 94   | 84   | 96   | 101  | 128  | 86   | 106  | 114  | Non classée | 128  | 130  | 136  | 135  |